# Klotar 1.
Klotar 1. (497–561), frankernes konge, var en af Klodevig 1.s fire sønner Han blev født omkring 497 i Soissons (nu i departementet Aisne). 
Da hans far døde i 511 fik han som sin del af kongedømmet landsbyen Soissons som han gjorde til sin hovedstad, byerne Laon, Noyon, Cambrai og Maastricht samt den nedre del af Maas. Men han var meget ambitiøs og forsøgte at udvide sit rige. 
Han var hovedmanden bag mordet på sin bror Clodomers barn i 524, og hans del af byttet bestod af byerne Tours og Poitiers. Han tog del i forskellige ekspeditioner mod Burgund, og efter ødelæggelsen af det kongedømme i 534 fik han Grenoble, Die og nogle af nabobyerne.
Da Provence blev afstået til frankerne af østgoterne, fik han byerne Orange, Carpentras og Gap. I 531 marcherede han mod thüringerne med sin bror Teoderik 1. og i 542 med sin bror Childebert 1. mot vestgoterne i Spanien. Da hans grandnevø Teodebald døde i 555, annekterede Klotar hans territorium, og da Childebert døde i 558 blev han enekonge af frankerne.
Han herskede også over store dele af Tyskland, udførte ekspeditioner ind i Sachsen, og for en tid fik han en årlig skat på 500 køer fra sakserne. Afslutningen af hans styre var præget af indre uenigheder; hans søn Chram gjorde flere gange oprør mod ham. Efter at have fulgt Chram ind i Bretagne hvor oprørerne havde taget tilflogt, spærrede Klotar ham inde i en hytte sammen med hans kone og barn og satte ild på. Overvældet af anger, tog han til Tours for at søge tilgivelse ved Sankt Martins grav, og døde kort tid derefter.

## Familie
Klotars første ægteskab var omkring 524, med Gunteuk, enke efter hans egen bror Chlodomer. De havde ingen børn.
Hans andet ægteskab var omkring 532 da han og hans bror Teoderik besejrede Thüringens konge Bertakar, hvorefter Klotar tog hans datter Radegund til kone. Hun blev senere kanoniseret. De fik heller ingen børn.
Hans tredje og mest vellykkede ægteskab var med Ingund som han fik fem sønner og en datter med:
- Gunthar, døde før sin far
- Childerik, døde før sin far
- Charibert, konge af Paris
- Guntram, konge af Burgund
- Sigibert, konge af Austrasien
- Chlothsind, giftede sig med Alboin, langobardenes konge

Hans næste ægteskab var med Ingunds søster, Aregund som han fik en søn med:
- Chilperik, konge af Soissons

Hans sidste kone var Chunsina som han fik en søn med:
- Chram, som blev hans fjende og døde før ham.